# Choristoneura simonyi
Choristoneura simonyi is een vlinder uit de familie bladrollers (Tortricidae). De wetenschappelijke naam is voor het eerst geldig gepubliceerd in 1892 door Rebel.
De soort komt voor in Europa.